# Пратьєкабудда
Пратьєкабудда (санскр. प्रत्येक बुद्धप्रत्येक बुद्ध, pratyekabuddha IAST, палі: paccekabuddha, "пробуджений-для-себе
") — один з типів вищих особистостей в
буддизмі (махаяни — перш за все) поряд з типами
Будди, аргата та бодгісаттви. Це той, хто досяг нірвани абсолютно самостійно, не вступаючи в буддійську громаду.
Махаяна виділяє поряд з «колісницею шраваків» («колісницею слухачів буддійського вчення») і «колісницею бодгісаттв» («колісницею тих, чия суть — пробудження-бодгі») — також і «колісницю пратьєкабудди», яка є проміжною між «колісницею шраваків» (під якою зазвичай розуміється хінаяна) і вищої (в даному контексті) «колісницею бодгісаттв».
Концепція пратьєкабудди більш розроблена в махаяні, хоча саме поняття зустрічається ще в палійскому каноні, зокрема, в Махапарініббана-сутті.